# Pabellón España (SPAIÑ)
El Pabellón de España en el Mobile World Congress (MWC) es un espacio organizado y gestionado por Red.es, una entidad pública dependiente del Ministerio para la Transformación Digital y de la Función Pública de España. Su objetivo principal es promocionar las empresas tecnológicas españolas, dándoles visibilidad y facilitando su acceso a oportunidades de negocio a nivel internacional.

## Historia
El Pabellón de España tuvo su primera edición en el MWC del año 2013. En sus inicios, contó con la participación de 20 empresas. Desde entonces, ha experimentado un crecimiento constante, consolidándose como un escaparate de la innovación y el talento tecnológico de España.
A lo largo de los años, el pabellón ha ido aumentando su tamaño y el número de empresas participantes. En la edición de 2025, el pabellón reunió a 50 pymes tecnológicas, un 11% más que en 2024. Este crecimiento es un reflejo de la madurez y proyección internacional del ecosistema digital español.
En la edición de 2021, el pabellón se adaptó a un formato híbrido (presencial y online) debido a la pandemia de COVID-19, demostrando su capacidad de adaptación a las nuevas circunstancias.

## Compañías que participaron en 2025:[2]
ANDALUCÍA
Galgus
ARAGÓN
Libelium
CANTABRIA
Netboss Comunicaciones
CATALUNYA
Grupo Castilla
Logsave.me
Validated ID
Tickelia
Slashmobility
Group Saltó
LaMagnética
Intelligent Atlas S.L.
Agile TV
Openchip & Software Technologies SL
COMUNIDAD DE MADRID
Bequant
GestPoint GSM 
Alea Soluciones
Aptica
MedUX
Weplan Analytics
Locatium.AI
Netmetrix Solutions
Insurama
Spika Tech
iREPACK by DMX SL
Schaman 
Datatronics S.A.
Alisys Robotics
OpenNebula Systems
Summa Networks
Telecoming
Utimaco
Indigitall
Space by Clikalia
Offshoretech
Best Phone Mundo Móvil
Asteo Red Neutra
KeepCoding
Viewtinet
BeeDIGITAL
Applivery
COMUNITAT VALENCIANA
MercadoIT
Kenmei
EXTREMADURA
Mobbeel
GALICIA
Igalia
Galvintec
Cinfo
Situm
ILLES BALEARS
Grupo WDNA
EUSKADI
SPC
Multiverse Computing

## Organización y gestión
Desde 2013, el Pabellón de España en MWC Barcelona está organizado por Red.es. Red.es es una entidad pública empresarial dependiente del Ministerio para la Transformación Digital y de la Función Pública, a través de la Secretaría de Estado de Digitalización e Inteligencia Artificial. 
El Cóctel Oficial del Pabellón de España se celebra desde 2016; su organización corre a cargo de Red.es desde 2018. 

## Actividad y Repercusión
El Pabellón de España no solo ofrece un espacio expositivo para las empresas, sino que también organiza un amplio programa de actividades que incluye conferencias, mesas redondas, presentaciones de productos y eventos de networking. Estas actividades buscan fomentar la colaboración y el intercambio de conocimiento entre profesionales del sector.
El impacto del pabellón es notable. En la edición de 2025, superó los 13.000 visitantes presenciales y 5.000 virtuales, y las empresas expositoras generaron alrededor de 4.500 contactos profesionales.

## Edición 2025 (síntesis)
- Empresas coexpositoras: 50.
- Actividades: 71 (más de 50 paneles, 7 mesas redondas; sesiones con delegaciones y sectoriales).
- Asistentes: 13.000 presenciales y 5.000 virtuales.
- Negocio estimado: 26,5 M€.
- Premio Pabellón de España: 1.ª edición; ganadora Spika Tech.

## Ubicación
El Pabellón de España se ubica en Fira Gran Via (Barcelona), habitualmente en el Hall 4, con espacios identificados (por ejemplo, 4C30 y 4B40 en 2025). 

## Redes Sociales
El Pabellón de España en el MWC tiene una presencia activa en redes sociales, donde comparte información sobre las empresas participantes, las actividades programadas y las últimas novedades del evento. El hashtag oficial que se utiliza para seguir su actividad es #SpainMWC.
- Facebook
- Instagram
- Linkedin
- X

## Empresas Participantes
Cada año, Red.es abre una convocatoria pública para seleccionar a las empresas que formarán parte del pabellón. Las empresas seleccionadas pertenecen a diversos sectores tecnológicos, como 5G, inteligencia artificial, ciberseguridad, cloud, fintech, IoT (Internet de las cosas) y smart cities, entre otros.
Este vídeo muestra un resumen de la actividad en el Pabellón de España durante el MWC 2025, destacando la participación de las empresas y las tecnologías presentadas.

## Convocatorias y participación empresarial
La selección de empresas coexpositoras se realiza mediante convocatoria pública y transparente, con un máximo de 50 pymes seleccionadas por edición. Para MWC 2026, Red.es abrió la invitación en julio de 2025, con plazo hasta el 20 de septiembre de 2025. 